# Comté d'Ottawa (Ohio)
Pour les articles homonymes, voir Comté d'Ottawa.
Le comté d'Ottawa (en anglais : Ottawa County) est un des 88 comtés de l'État de l'Ohio, aux États-Unis.
Son siège est fixé à Port Clinton.

## Géographie
Selon les données du Bureau du recensement des États-Unis, le comté d'Ottawa a une superficie de 1 515 km² (soit 585 mi²), dont 660 km² (soit 255 mi²) en surfaces terrestres et 855 km² (soit 330 mi²) en surfaces aquatiques.

## Comtés limitrophes
- Au-delà du lac Érié, au nord et à l'est, la province canadienne de l'Ontario,
- Comté d'Erie, au sud-est,
- Comté de Sandusky, au sud,
- Comté de Wood, à l'ouest,
- Comté de Lucas, au nord-ouest.

## Démographie
Le comté était peuplé, lors du recensement de 2000, de 40 985 habitants.

## Localités

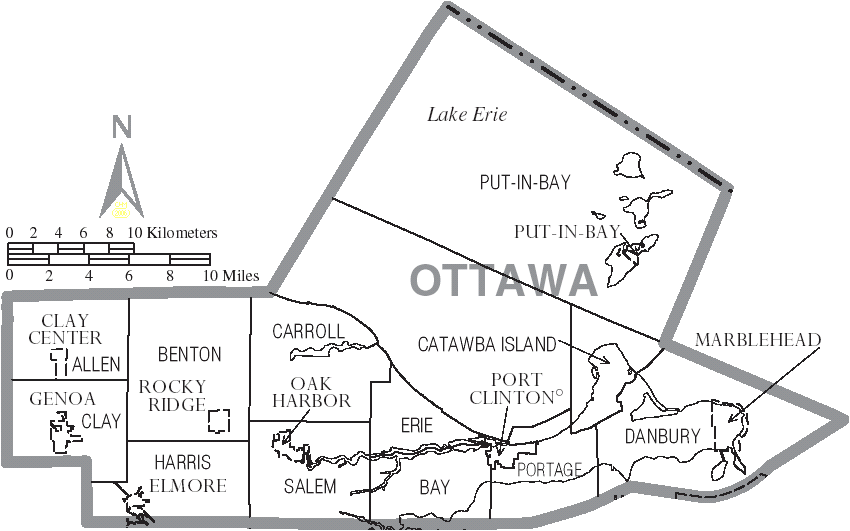
Carte des localités du comté d'Ottawa.

Le comté comprend une city et sept villages :
- city : Port Clinton ;
- villages : Clay Center, Elmore (partagé avec le comté de Sandusky), Genoa, Marblehead, Oak Harbor, Put-in-Bay et Rocky Ridge.